# David Justino
José David Gomes Justino (ur. 29 stycznia 1953 w Oeiras) – portugalski socjolog, nauczyciel akademicki i polityk, działacz Partii Socjaldemokratycznej, parlamentarzysta krajowy, w latach 2002–2004 minister edukacji.

## Życiorys
Absolwent ekonomii w Instituto Superior de Economia na Uniwersytecie Technicznym w Lizbonie (1976). W 1987 doktoryzował się z socjologii na Universidade Nova de Lisboa. Był nauczycielem akademickim na UTL, a od 1981 zawodowo związany z UNL, od 1992 na stanowisku profesorskim. Pod koniec lat 80. wykładał także na Universidade de Évora.
Zaangażował się w działalność polityczną w ramach Partii Socjaldemokratycznej. W latach 1994–2001 był członkiem władz miejskich w Oeiras, odpowiadając za mieszkalnictwo socjalne. W 1999 i 2002 wybierany do Zgromadzenia Republiki VIII i IX kadencji. Od kwietnia 2002 do lipca 2004 sprawował urząd ministra edukacji w rządzie José Manuela Durão Barroso. W 2006 został asesorem do spraw społecznych w administracji prezydenckiej Aníbala Cavaco Silvy. W 2013 powołany na przewodniczącego Conselho Nacional de Educação, krajowej rady do spraw edukacji. Kierował tym organem do 2017.

## Odznaczenia
- Krzyż Wielki Orderu Infanta Henryka (2016, Portugalia)[5]